# Frans van Eijk
Frans Johan Hubert van Eijk (van Eyk), (Gouda, 19 november 1918 – Hees, 14 februari 1945) was een Nederlandse jachtvlieger en oorlogsfotograaf/filmer van het 322 Dutch Squadron RAF.

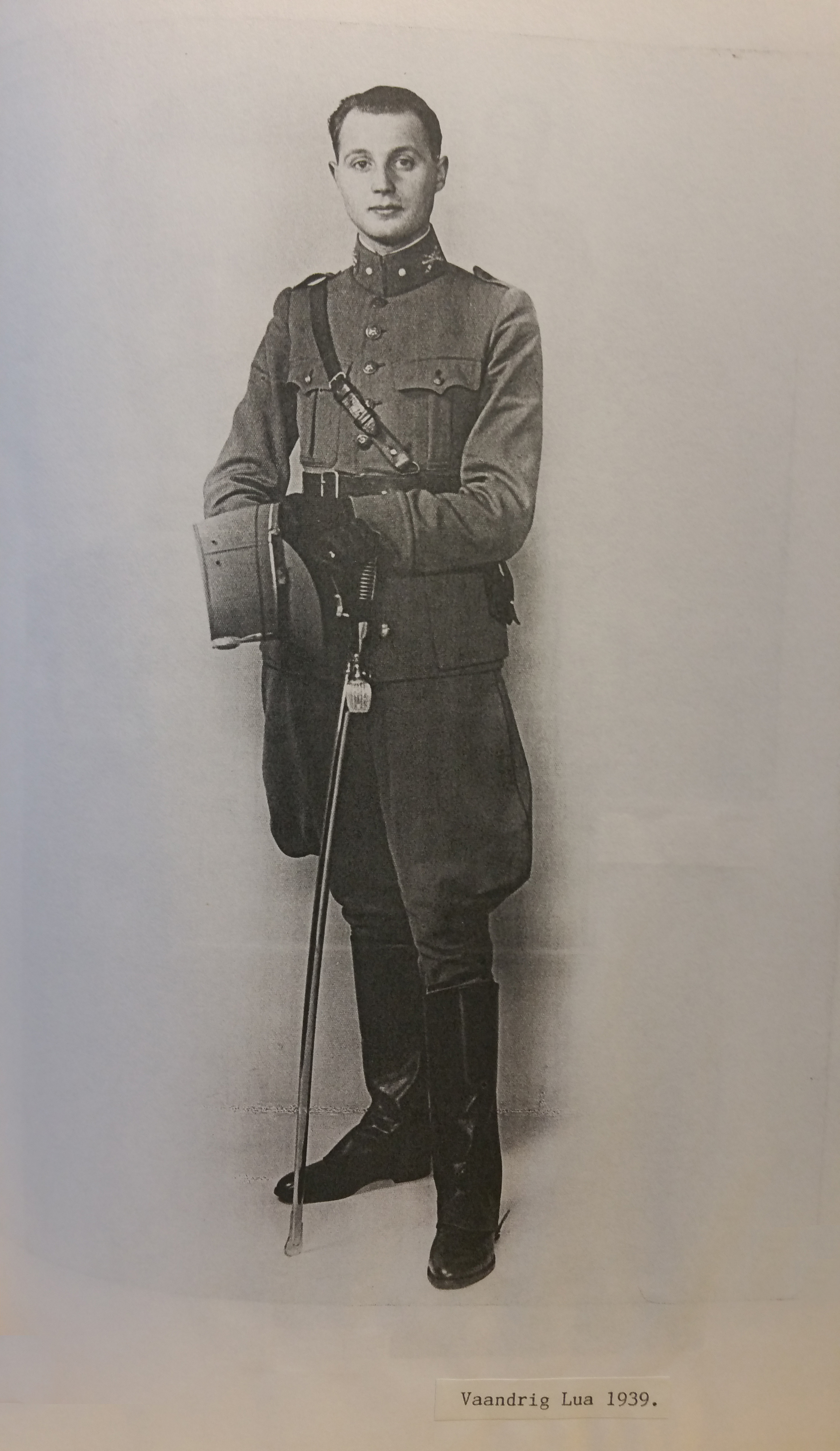
Vaandrig Frans van Eijk in 1939

## Biografie
Frans van Eijk was de tweede zoon van Gerardus Cornelis van Eijk en Henriëtte Petronella van Trotsenburg. Hij volgde de H.B.S.-opleiding en slaagde in 1937. Eind 1937 ging hij werken bij een kaashandel in Dortmund, kort daarna bij Mijm een kaashandel in Gouda die in handen was van de familie. In 1938 werd Van Eijk opgeroepen voor de militaire dienst.

### Militaire dienst in Nederland
Van Eijk bracht zijn militaire diensttijd door aan de S.R.O.A. (School Reserve Officieren Artillerie) in Utrecht, daar volgde hij de opleiding luchtdoelartillerie. Na zijn opleiding werd hij eerst gedetacheerd in Amsterdam bij het Tweede regiment luchtdoelartillerie, daarna in Alkmaar bij het Vierde depot batterij luchtdoelartillerie en als laatste in IJmuiden als Vaandrig bij de 18e Batterij luchtdoelartillerie.
Na de Duitse inval zou Van Eijk met zijn batterij in actie zijn gekomen tegen verschillende Duitse vliegtuigen. Daarbij zou ten minste een  Messerschmitt Bf 109 zijn neergehaald. Ook werd een drietal NSB'ers in hechtenis genomen. Op 14 mei kwam het bericht dat de Nederlandse strijdkrachten zich overgaven. Op dat moment besloot Van Eijk samen met twee collega's naar Engeland te vluchten. Zij konden meevaren met een schip De Java, een kustvaarder vol met Joodse vluchtelingen. Rond 22.30 uur verliet het schip de haven. Tijdens de oversteek werd het aangevallen door een vliegtuig, maar werd niet geraakt.

### Nederlandse Brigade in Engeland
Op 15 mei kwam De Java met Van Eijk aan in de Duins en voer via Wight naar Poole. Na Poole reist van Eijk door naar Londen en werd ingedeeld bij de Luchtmacht, (overste Zeegers). In juni 1940 wordt Van Eijk benoemd tot Reserve Tweede luitenant bij de Nederlandse Brigade, die later bekend kwam te staan als de Prinses Irene Brigade. Van Eijk meldde zich vervolgens in augustus 1940 aan bij de RAF en werd goedgekeurd. In november kreeg hij de King’s Commission en werd Pilot Officer (tweede luitenant) in de RAF. In de tussenliggende tijd deed Van Eijk dienst als pelotonscommandant in de Nederlandse compagnie en bewaakte het vliegveld in South Wales (Llandow), daarna verbleef zijn brigade in Congleton en Wolverhampton.

### Van Eijks periode als gevechtsvlieger
Op 24 november 1941 begon Van Eijks vliegeropleiding. Zijn opleiding vond plaats in zowel Engeland als Canada. Door onder andere de inzet van prins Bernhard werd binnen de RAF in de zomer van 1943 een Nederlands squadron opgericht. In mei 1943 maakte Van Eijk zijn eerste vlucht in een Spitfire. In het begin waren de vliegtijden gemiddeld een uur per dag, later breidde dat zich uit tot twee à drie uur per dag, verdeeld over meerdere vluchten. Aan het begin van 1945 was Van Eijk gestationeerd op de Vliegbasis Woensdrecht in Nederland. Het zuiden van Nederland was op dat moment al bevrijd. Vanuit Woensdrecht stegen Engelse jagers, waaronder het 322 (Dutch) Squadron RAF, op. Ze kregen de taak om de V1-raketten van de Duitsers neer te schieten.

### Van Eijks laatste vlucht

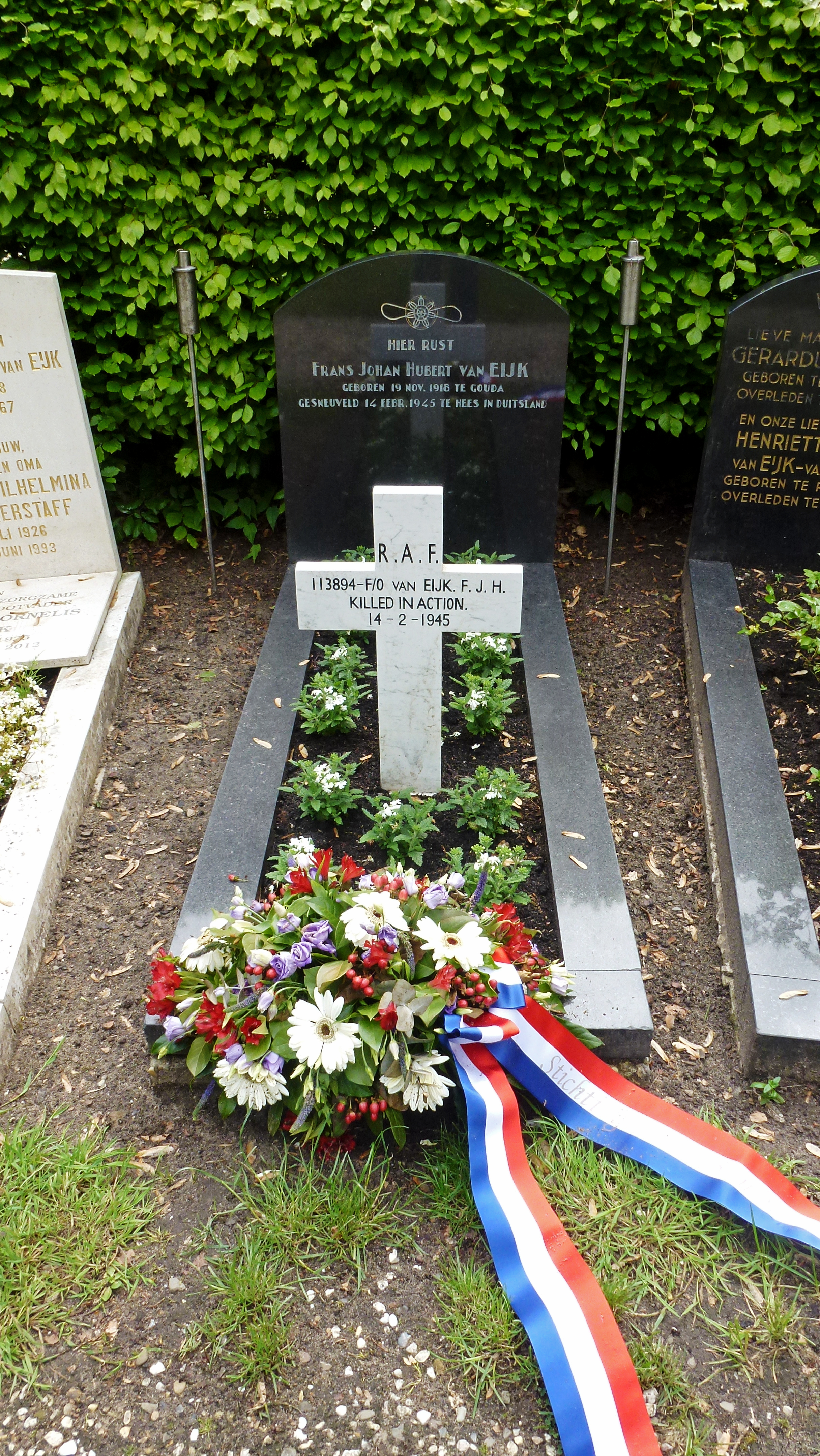
Van Eijks graf in Gouda

Op 14 februari 1945 sneuvelde Van Eijk te Weeze. Hij werd uit de lucht geschoten door Duits afweergeschut. Van Eijk werd begraven op het landgoed Haus Hees. Op 19 februari werd hij herbegraven op het British Cemetery in het Reichwald bij Kleef. Na medewerking van de Nederlandse Oorlogsgravenstichting kon hij op 18 maart 1949  overgebracht worden naar de Oude Begraafplaats Gouda en op 20 mei 1959 naar de Begraafplaats IJsselhof in Gouda.

## Loopbaan (samengevat)
- Vaandrig in het 18e Batterij luchtdoelartillerie: mei 1940
- Benoemd tot Reserve Tweede luitenant bij de Nederlandse Brigade: juni 1940
- Eerste vlucht op een Tiger Moth lestoestel, opleiding te Desford in Alberta, Canada: 24 april 1942
- Eerste solo vlucht op de Tiger Moth: 7 mei 1942
- Benoemd tot Reserve Eerste luitenant, volgens K.B. (Koninklijk Besluit) van 23 april: 8 juni 1942
- Militair Brevet behaald op de Tiger Moth, Stearman P 27 en Harvard: 22 januari 1943
- Militair Brevet behaald op de Miles Master I, II en III: 28 maart 1943
- Van Eijks eerste vlucht in een Spitfire: 2 mei 1943
- Van Eijk wordt gemachtigd tot het dragen van het Oorlogsherinneringskruis met de gespen voor algemene- en bijzondere krijgsverrichtingen: 6 juli 1944

Het totaal aantal vlieguren van Van Eijk als piloot en navigator was 616 uur en 25 minuten.

## Oorlogsfilmer en fotograaf
Van Eijk was in Nederland tijdens zijn diensttijd begonnen met filmen, in Engeland kreeg hij toestemming om het dagelijkse leven te filmen en te fotograferen. De eerste vergunning van 1 april 1941, werd verleend aan ‘den 2e Luitenant F.J.H. van Eijk’, ondertekend door Generaal-Majoor, Inspecteur der Nederlandsche Troepen in Engeland, G.B. Noothoven van Goor. De tweede vergunning werd aan F/O F.J.H. van Eijk verleent op 18 september 1944 en was ondertekend door The Director of Netherlands Air Forces, The Vice-Admiral, J.W. Termijtelen. Een groot aantal films, foto’s en negatieven zijn bewaard gebleven, een deel daarvan heeft de familie Van Eijk in bruikleen gegeven aan de Stichting Vrienden van Militair Luchtvaartmuseum (nu het Nationaal Militair Museum). Een ander deel bevindt zich in het depot van het Streekarchief Midden Holland (samh).

### Nationaal Militair Museum
In augustus 1993 bestond het 322-Squdron van de Koninklijke Luchtmacht 50 jaar. De opening van de tentoonstelling, werd verricht door de politicus Elco Brinkman, een neef van Van Eijk. Ter gelegenheid daarvan was de expositie Nederlandse Spitfires onder Engelse vlag van 24 augustus t/m 13 oktober 1993 te zien in het Nationaal Militair Museum (Militair Luchtvaart Museum, Soesterberg). De stichting Vrienden van het museum, kreeg 23 films, gemaakt door Van Eijk, in bruikleen van de familie Van Eijk. Van dit filmmateriaal was een documentaire van 45 minuten samengesteld met als titel: Nederlandse Spitfires onder Engelse vlag. De film laat zien hoe de Spitfires het luchtruim kiezen om Mitchell-bommenwerpers te gaan escorteren en hoe het 322 Squadron achtereenvolgens bezoekt krijgt van prins Bernhard, koningin Wilhelmina en prinses Juliana. Ook de mascotte, de Papegaai Polly Grey komt in beeld.

### Films (selectie)
Collectie Nationaal Militair Museum
- Koninklijke Nederlandse Brigade Prinses Irene, deel 1, flitsen uit Congleton
- Koninklijke Nederlandse Brigade Prinses Irene, deel 2, H. M. de Koningin in Wrothesleypaek
- Koninklijke Nederlandse Brigade Prinses Irene, deel 3, H.Q. Company
- Koninklijke Nederlandse Brigade Prinses Irene, deel 6, diverse opnamen onder andere de parade 22 maart 1941
- 322 Squadron in Engeland deel 1, 2, 3, 4
- 322 Squadron in Engeland, deel 5, Vertrek van Biggin Hill naar Woensdrecht
- 322 Squadron in Engeland deel 6, Verblijf op Woensdrecht deel 1, 2
- 322, The Dutch Squadron at Woodvale.
- Nederlandse Spitfires onder Engelse vlag
- Fly with the RAF, deel 1, Initial Training Wing
- Fly with the RAF, deel 2, EFTS Desford
- Fly with the RAF, deel 3, Canada
- Fly with the RAF deel 4, EFTS The Winton
- Fly with the RAF deel 7, Verlof in de Canadian Rockies, deel 1, 2

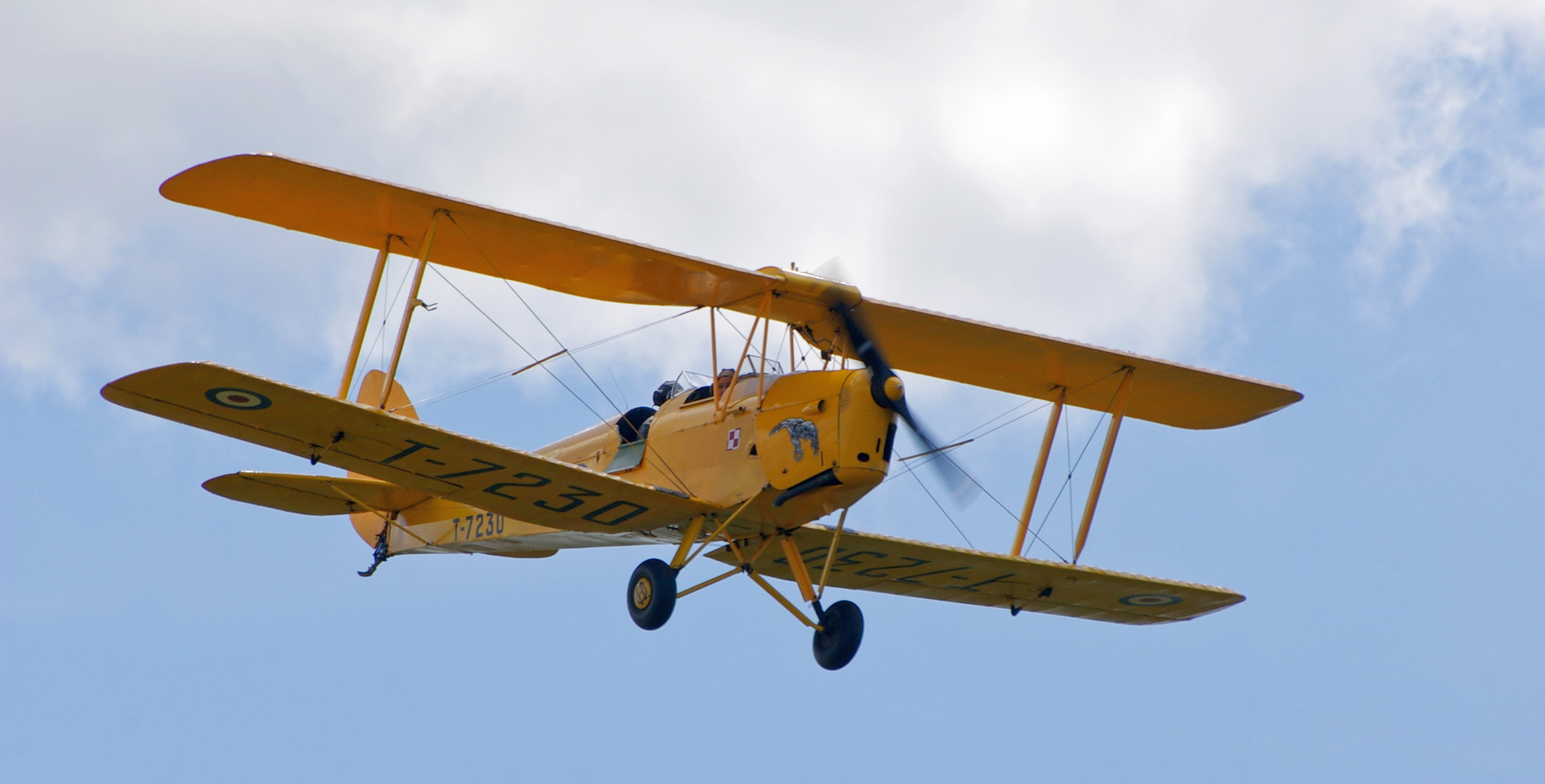
Tiger Moth
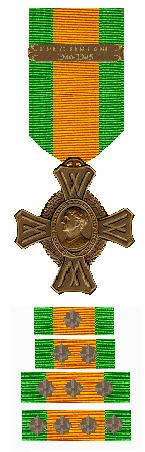
6 juli 1944, Oorlogsherinneringskruis
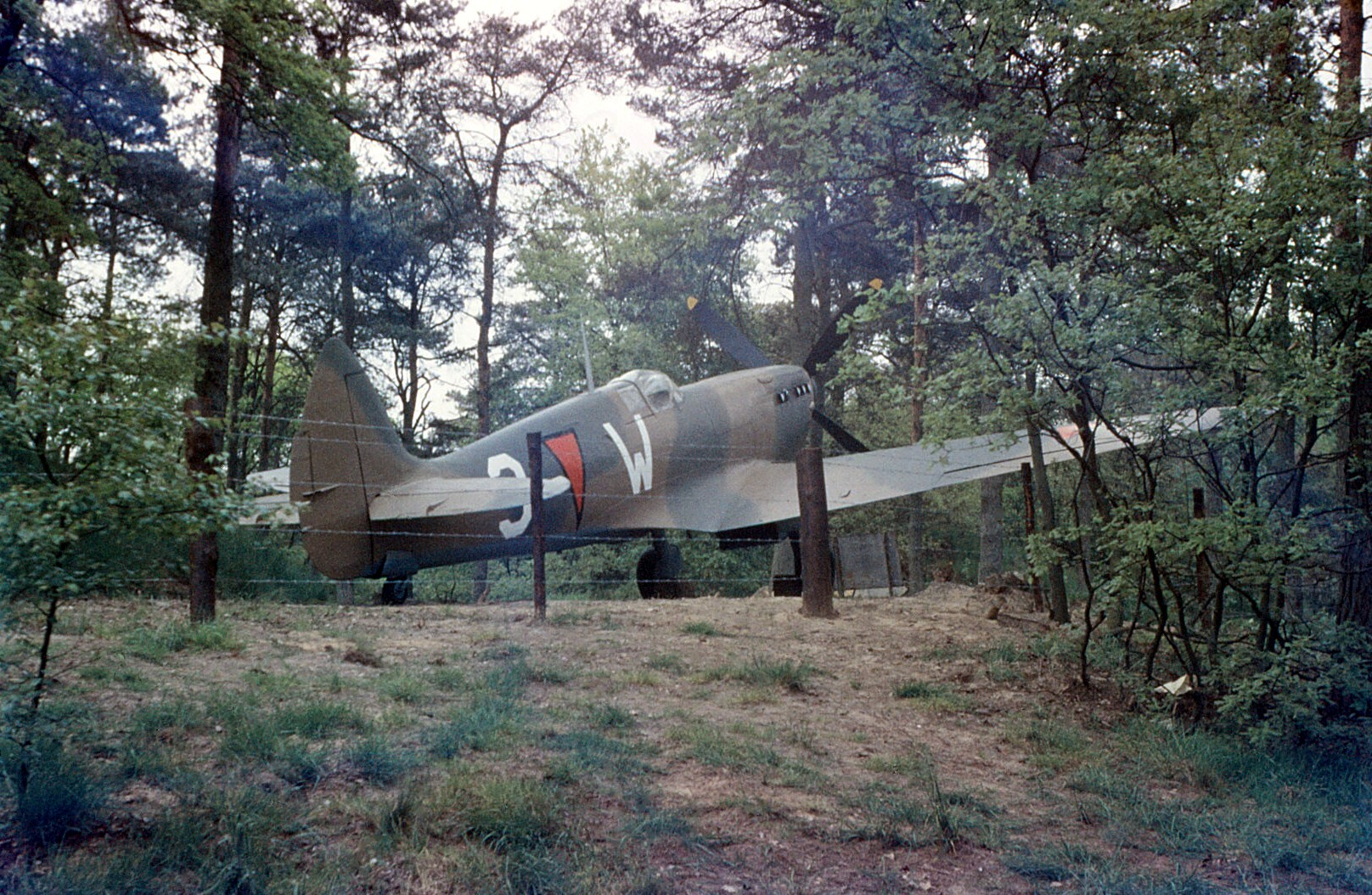
Spitfire met Nederlands roundel, bij het Oorlogsmuseum Overloon
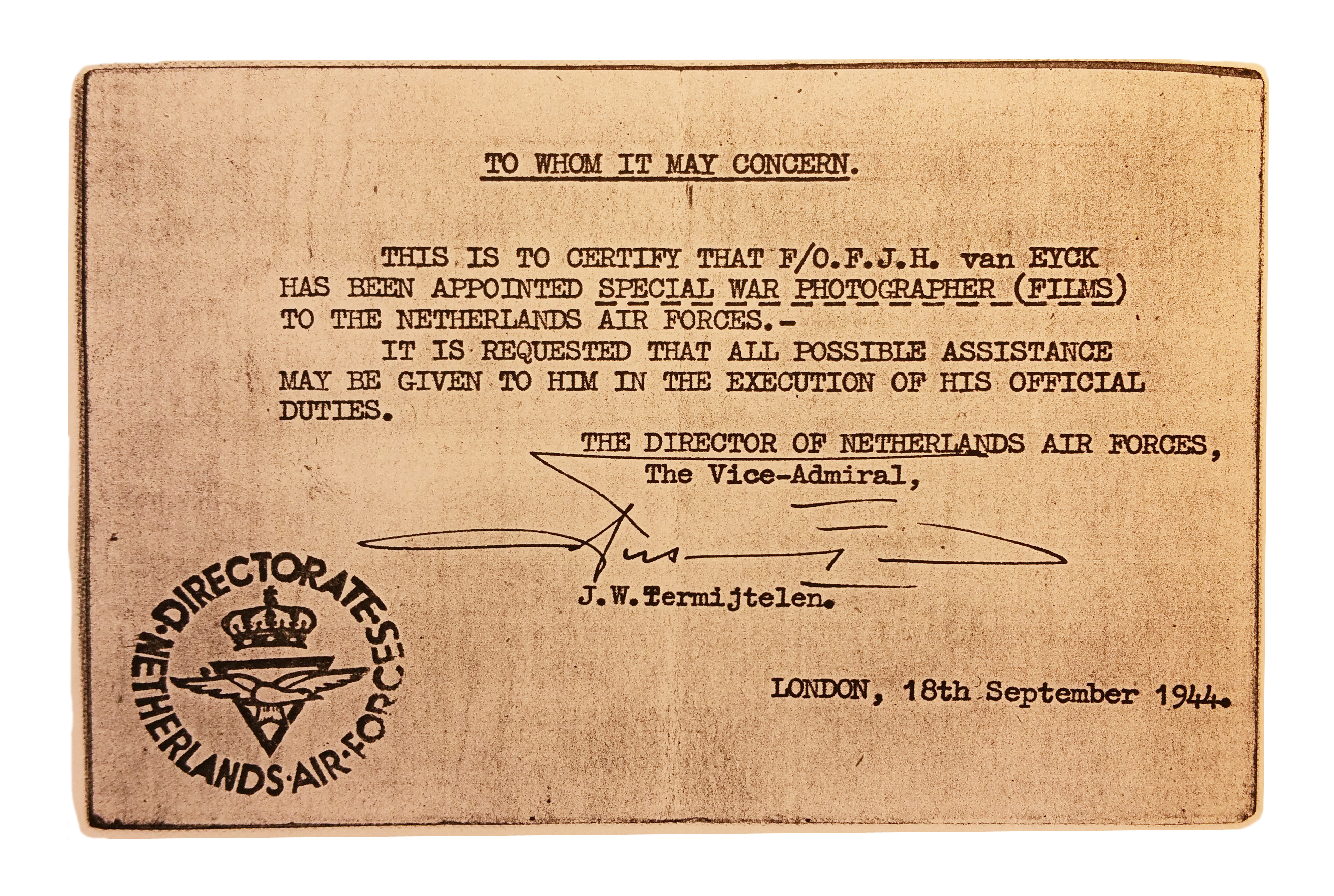
Vergunning voor oorlogsfilmer  Frans J.H. van Eijk (hier geschreven als Eyck)